# Alexis Peterman
Pour les articles homonymes, voir Alexis et Peterman.
Alexis Peterman, née à Birmingham en Angleterre, est une actrice et modèle britannique.

## Biographie
En 2015, elle tient le rôle principale du film de Jeffery Scott Lando, Roboshark.

## Filmographie
- 2005 : Dream Team (série télévisée) : Annabelle Davies (5 épisodes)
- 2006 : Hotel Babylon (série télévisée) : la jeune mariée
- 2009 : The Bill (série télévisée) : Stephanie Rainsforth
- 2010 : Lip Service (série télévisée) : Sally
- 2006-2011 : Doctors (série télévisée) : Lauren Porter / Carrie Whitworth (33 épisodes)
- 2012 : Blocked (court métrage) : la Lady
- 2012 : Encounter: Proof of Concept (court métrage) : Alice Goodman
- 2012 : City Slacker : la secrétaire d'Amanda
- 2013 : Strike Back (série télévisée) : Natalie (2 épisodes)
- 2015 : Survivor : l'agent de bord
- 2015 : Roboshark (téléfilm) : Trish
- 2016 : Hoff the Record (série télévisée) : la reportère de Londres
- 2016 : Darkness Into Light : Mary Magdalene
- 2017 : Household (court métrage) : la mère